# Luchthaven Podgorica
Luchthaven Podgorica (Montenegrijns: Аеродром Подгорица, Aerodrom Podgorica) (IATA: TGD, ICAO: LYPG) is een internationale luchthaven 11 km ten zuiden van Podgorica, de hoofdstad van Montenegro.
Luchthaven Podgorica is een van de twee publieke vliegvelden in Montenegro, naast luchthaven Tivat. Beide vliegvelden worden geëxploiteerd door het staatsbedrijf Аеродроми Црне Горе (Aerodromi Crne Gore, Luchthavens van Montenegro). De luchthaven wordt ook wel Luchthaven Golubovci genoemd naar het vlakbijgelegen Golubovci. De luchthaven verwerkte ongeveer 500.000 passagiers in 2008. In 2007 was Podgorica de Beste luchthaven onder 1 miljoen passagiers uitgeroepen door Airports Council International. De IATA code van Podgorica is TGD omdat Podgorica tussen 1946 en 1992 Titograd heette, naar Josip Broz Tito. Luchthaven Podgorica verwerkt vooral (regionale) internationale vluchten.

## Geschiedenis
De luchthaven werd gebouwd in 1961, ten zuiden van Podgorica, en is gebouwd voor zowel de civiele als de militaire luchtvaart. De luchthaven was toentertijd eigendom van Jat Airways. In 1999 was de luchthaven een van de doelen van de NAVO bombardementen vanwege de Kosovo crisis. In 2003 kocht de Montenegrijnse overheid de luchthaven. In 2006 werd de terminal grondig gerenoveerd.

## Militair vliegveld
De start- en landingsbaan wordt ook gebruikt door het nabijgelegen militair vliegveld van Podgorica. Sinds de onafhankelijkheid in 2006 staan er nog negen G-4 Super Galebs op de basis, waarvan niet duidelijk is wat ermee gebeurt.

## Incidenten
- Op 25 januari 2005 raakte een Fokker 100 van Montenegro Airlines(YU-AOM) tijdens een nachtelijke landing -terwijl het sneeuwde- van de baan waarna het neuswiel inklapte. Twee passagiers, de piloot en de co-piloot raakten lichtgewond.
- Op 11 september 1973 was luchthaven Podgorica de bestemming van een Sud Aviation SE-210 Caravelle 6-N van Jat Airways (YU-AHD), die ten noorden van Podgorica tegen een berg vloog. Alle 41 inzittenden kwamen om.[1]